# Physalis grisea

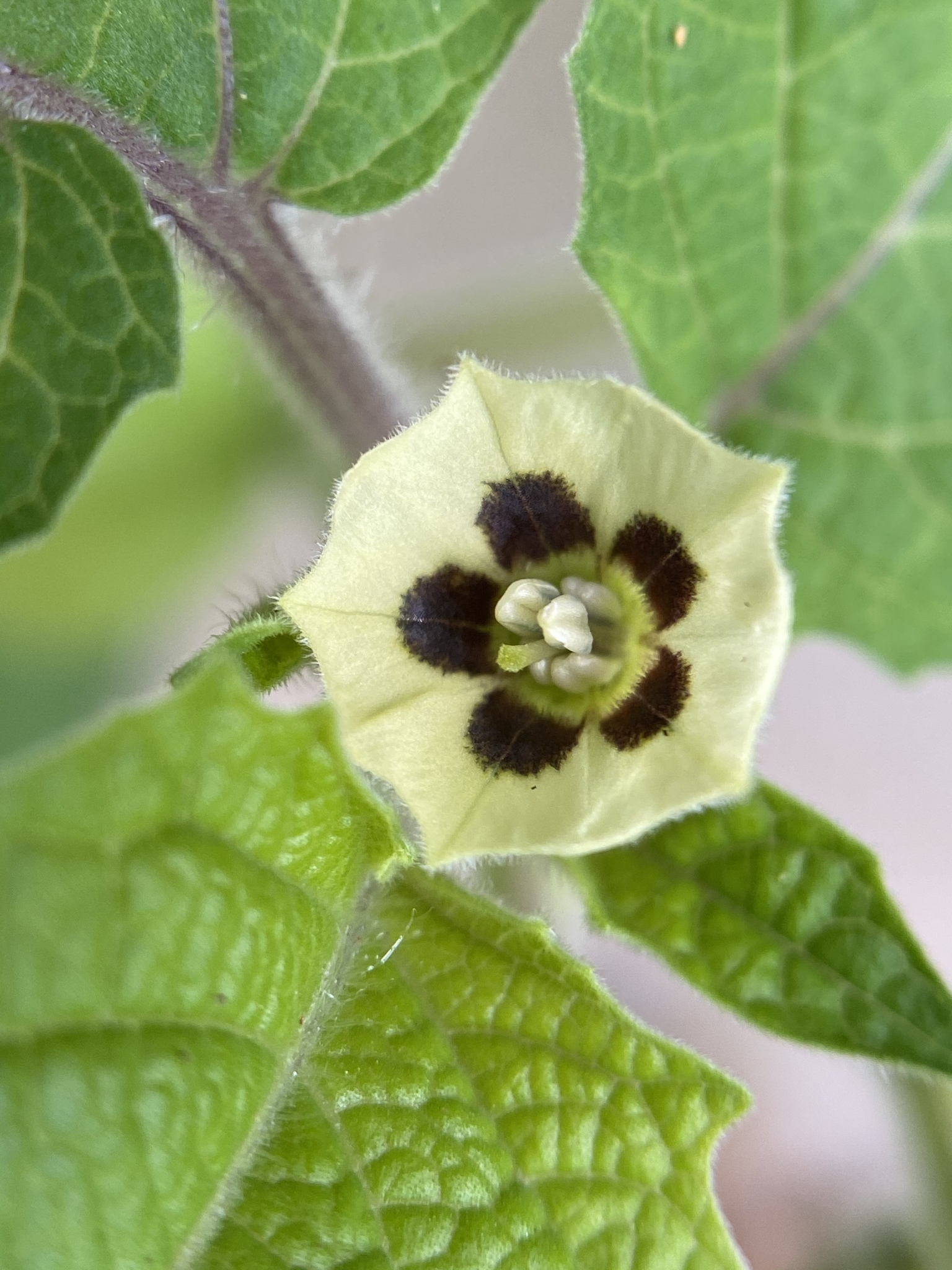
Blüte

Physalis grisea ist eine Pflanzenart aus der Gattung der Blasenkirschen (Physalis) in der Familie der Nachtschattengewächse (Solanaceae). Ihr Verbreitungsgebiet reicht vom südlichen Kanada über das gesamte Gebiet der USA.

## Beschreibung
Physalis grisea sind zwischen 10 und 50 cm groß werdende, einjährige, krautige Pflanzen. Die Sprossachse ist seidenartig behaart mit nichtdrüsigen, mehrzelligen Trichomen, die eine Länge von 0,5 bis 3,0 mm erreichen. Die Laubblätter sind meist ebenfalls seidenartig, beim Trocknen werden sie orange meliert. Sie erreichen eine Länge von 10 bis 20 cm, die Blattstiele werden 5 bis 7 cm lang. Die Blattspreite ist eiförmig bis lanzettlich geformt, nach vorn hin ist sie zugespitzt bis spitz zulaufend. Der Blattrand ist grob gezähnt. Die Basis ist schräg, wobei die beiden Seiten bis zu 0,5 bis 1,0 cm Unterschied aufweisen können.
Die Blüten erscheinen zwischen Mai und Oktober. Zur Blüte sind die Blütenstiele 4 bis 6 mm lang, der Kelch hat zu diesem Zeitpunkt dreieckige Kelchzipfel mit einer Länge von 1,5 bis 2,2 mm und ist ebenfalls seidig. Die gelbe Krone hat einen Durchmesser von 0,7 bis 1,0 cm, jedes der fünf Kronblätter hat fünf dunkel violette Zeichnungen, die Innenseite der Krone ist unbehaart. Die Staubfäden sind violett, die Staubbeutel sind 1,1 bis 2,0 mm lang, gelb oder gelegentlich mit einem blauen Hauch überzogen.
An der Frucht vergrößert sich der Stiel auf eine Länge von 6 bis 10 mm, der vergrößerte Kelch besitzt einen deutlich fünfeckigen Querschnitt, er erreicht eine Länge von 2,5 bis 3,0 cm und einen Durchmesser von 1,0 bis 2,2 cm, ist jedoch immer länger als breit. Die reife Beere ist kugelförmig und misst 1,0 bis 1,5 cm im Durchmesser. Sie ist gelb gefärbt und enthält eine große Anzahl an braunen, feingrubigen Samen mit einem Durchmesser von 1,5 bis 2,0 mm.

## Verbreitung und Standorte
Das Verbreitungsgebiet der Art umfasst die gesamten USA sowie den Süden Kanadas. Von einigen Standorten wird angenommen, dass es sich um eingeschleppte Pflanzen handelt, das ursprüngliche Verbreitungsgebiet wird im Nordosten der USA vermutet. Die Pflanzen wachsen oft an gestörten Standorten wie kultivierten Flächen oder Müllhalden.

## Verwendung
Die reifen Früchte sind süß und werden roh als Obst gegessen oder eingekocht. Die Art wird oftmals in amerikanischen Samenkatalogen angeboten. Aufgrund ihres Geschmacks wird sie auch als Ananaskirsche bezeichnet.